# Badgingarra National Park
Badgingarra National Park är en park i Australien. Den ligger i delstaten Western Australia, omkring 180 kilometer norr om delstatshuvudstaden Perth.
Trakten runt Badgingarra National Park är nära nog obefolkad, med mindre än två invånare per kvadratkilometer..
Omgivningarna runt Badgingarra National Park är huvudsakligen savann. Genomsnittlig årsnederbörd är 568 millimeter. Den regnigaste månaden är juli, med i genomsnitt 109 mm nederbörd, och den torraste är december, med 10 mm nederbörd.